# Grimsby
Grimsby è una città di 87 574 abitanti della contea del Lincolnshire, in Inghilterra.

## Geografia fisica
La città, che ha una popolazione di circa 90 000 abitanti, si trova, inoltre, alla foce del fiume Humber e fa parte della contea di Lincolnshire. 
È uno dei più importanti porti pescherecci e mercati ittici della zona ed è sede anche di numerose industrie conserviere e chimiche.

## Storia
Durante il Medioevo fu un importante porto marittimo e nel 1201, poiché era considerata il punto di partenza delle invasioni danesi dell'VIII secolo, ricevette un riconoscimento ufficiale. Dopo il Medioevo, a causa dell'insabbiamento provocato dal fiume Humber, la città conobbe un periodo di declino che è durato fino agli inizi del nostro secolo quando sono state finalmente modernizzate e ampliate le strutture portuali.

## Citazioni
Elton John (testo di Bernie Taupin) ha dedicato una canzone alla città, presente nel disco Caribou (1974). La città compare inoltre nel videogame Resistance: fall of man

## Amministrazione

### Gemellaggi
- Banjul
- Bremerhaven, dal 1963
- Dieppe
- Tromsø, dal 1961